# Jambon

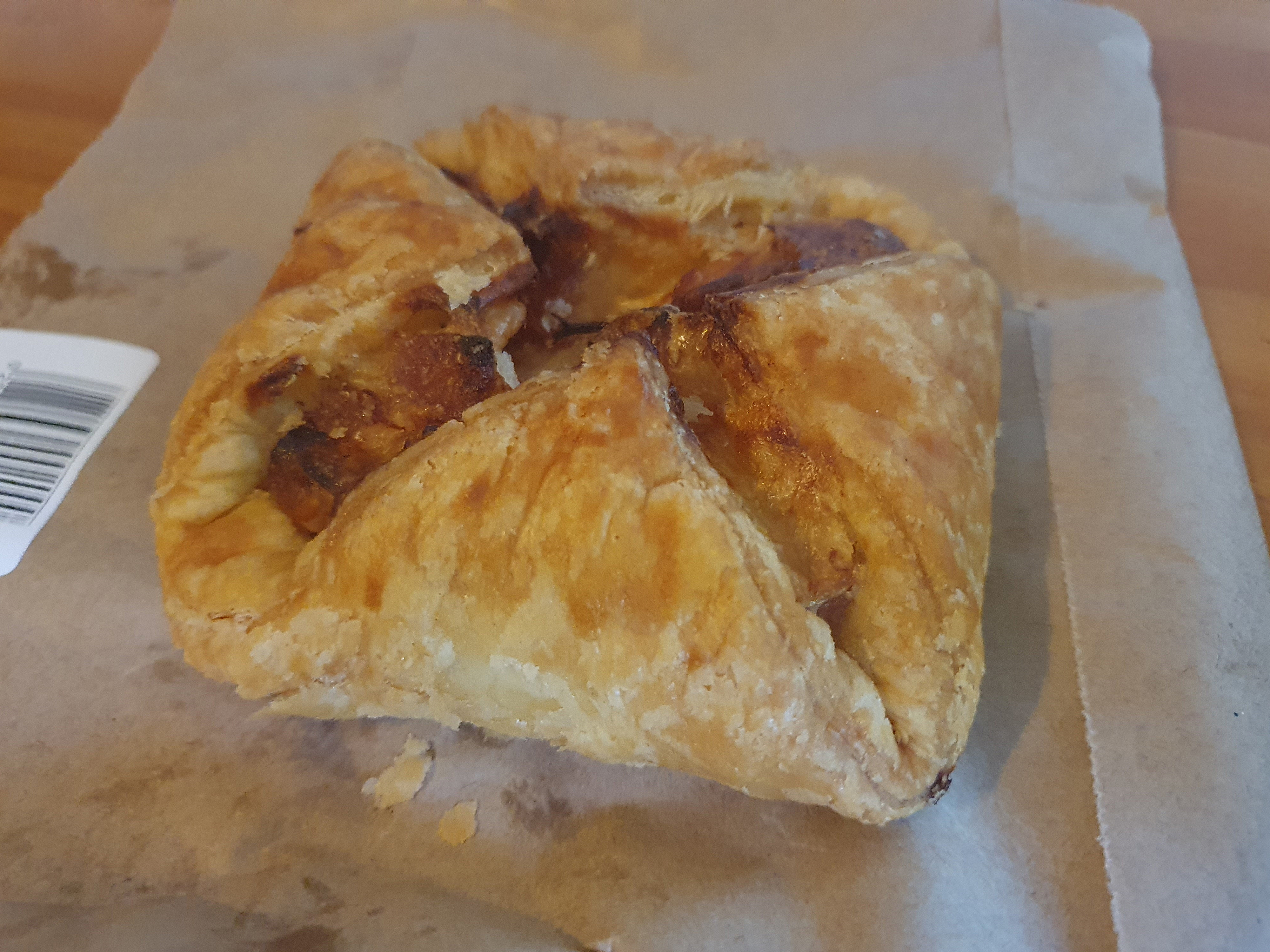
Jambon

Ein Jambon (abgeleitet vom französischen Jambon, Schinken) ist ein quadratisches Gebäck, das mit Käse und Schinkenstücken gefüllt ist. Es kann in Feinkostläden in Irland und Großbritannien erworben werden.